# 下田正美
下田 正美（しもだ まさみ）は、日本の男性アニメーター、アニメーション演出家、アニメーション監督。舞台演出も手がける。北海道富良野市出身。

## 来歴
1996年の『セイバーマリオネットJ』で初監督。代表作に『セイバーマリオネットJ』シリーズや『藍より青し』シリーズ、『ゼーガペイン』などがある。監督として自分の名前をクレジットする際、青空を背景にすることが多い。いわゆるただの「大団円」で終わらせず、何らかの含みを持たせて最終回を迎えるような作品を得意とする。

## 作品リスト

### テレビアニメ
1983年
- ななこSOS（作画監督）
- 亜空大作戦スラングル（原画）

1984年
- 超攻速ガルビオン（原画、作画監督、サブキャラクターデザイン）
- 巨神ゴーグ（原画）

1985年
- Gu-Guガンモ（作画監督）
- コンポラキッド（作画監督）
- ダーティペア（作画監督）
- ゲゲゲの鬼太郎（作画監督）

1986年
- 魔法のアイドルパステルユーミ（作画監督）

1987年
- きまぐれオレンジ☆ロード（原画）

1988年
- おそ松くん（絵コンテ・作画監督）

1989年
- まじかるハット（作画監督）

1990年
- からくり剣豪伝ムサシロード（キャラクターデザイン、作画監督）

1992年
- 幽☆遊☆白書（絵コンテ・演出）
- ノンタンといっしょ（絵コンテ・演出）

1993年
- クレヨンしんちゃん（原画）

1994年
- とっても!ラッキーマン（絵コンテ・演出）
- メタルファイター・MIKU（演出）

1995年
- NINKU -忍空-（絵コンテ・演出）
- ストリートファイターII V（演出）
- バーチャファイター（演出）

1996年
- セイバーマリオネットJ（監督）

1998年
- セイバーマリオネットJ to X（総監督）

1999年
- それゆけ!宇宙戦艦ヤマモト・ヨーコ（絵コンテ・演出）

2000年
- BOYS BE…（監督）

2001年
- 学校の怪談（絵コンテ）
- 超GALS!寿蘭(絵コンテ・演出）
- パラッパラッパー（絵コンテ・演出）
- ナジカ電撃作戦（絵コンテ・演出）

2002年
- 藍より青し（監督）
- 東京ミュウミュウ（絵コンテ）

2003年
- 魔法遣いに大切なこと（監督）
- E'S OTHERWISE（監督）
- 藍より青し〜縁〜（監督）
- 君が望む永遠（絵コンテ）
- 真月譚 月姫（絵コンテ）
- 銀河鉄道物語（絵コンテ・演出）

2004年
- 遙かなる時空の中で-八葉抄-（絵コンテ・演出）
- 機動戦士ガンダムSEED DESTINY（絵コンテ）
- サムライガン（絵コンテ）

2005年
- ゾイドジェネシス（絵コンテ）
- 絶対少年（絵コンテ）
- BLEACH（絵コンテ）

2006年
- ゼーガペイン（監督）
- 遊☆戯☆王デュエルモンスターズALEX（絵コンテ）※日本未公開
- 家庭教師ヒットマンREBORN!（絵コンテ）
- 少年陰陽師（絵コンテ）

2007年
- 神曲奏界ポリフォニカ（監督）
- 出ましたっ!パワパフガールズZ（絵コンテ）
- ムシウタ（絵コンテ）
- Myself ; Yourself（絵コンテ）
- ロビーとケロビー（絵コンテ）

2008年
- シゴフミ（絵コンテ）
- 我が家のお稲荷さま。（絵コンテ）
- ネットゴーストPIPOPA（絵コンテ）
- とらドラ!（絵コンテ）

2009年
- WHITE ALBUM（絵コンテ）
- 金色のコルダ〜secondo passo〜（演出）
- アスラクライン（絵コンテ・演出）
- 11eyes（監督・絵コンテ・演出、OPED絵コンテ・演出）

2011年
- べるぜバブ（絵コンテ）

2012年
- 戦姫絶唱シンフォギア（絵コンテ）
- モーレツ宇宙海賊（絵コンテ）
- 遊☆戯☆王ZEXAL（絵コンテ）
- じょしらく（OP絵コンテ・演出）
- ガールズ&パンツァー （OP絵コンテ・演出）

2013年
- まおゆう魔王勇者（絵コンテ）
- 俺の彼女と幼なじみが修羅場すぎる（演出）

2014年
- ウィッチクラフトワークス （OP絵コンテ・演出）
- selector infected WIXOSS（絵コンテ）
- 龍ヶ嬢七々々の埋蔵金 （絵コンテ・演出）
- M3〜ソノ黒キ鋼〜（絵コンテ）
- FAIRY TAIL（絵コンテ）
- クロスアンジュ 天使と竜の輪舞（絵コンテ）

2015年
- ISUCA（絵コンテ）
- モンスター娘のいる日常（絵コンテ）
- ルパン三世 PART IV（原画）
- 牙狼 -紅蓮ノ月-（絵コンテ）

2017年
- スクールガールストライカーズ Animation Channel（絵コンテ）
- Just Because!（絵コンテ）

2018年
- ゆらぎ荘の幽奈さん（OPED絵コンテ・演出）

2020年
- ハイキュー!! TO THE TOP（絵コンテ）
- アサティール 未来の昔ばなし（監督・絵コンテ〈未来パート〉）

2021年
- SCARLET NEXUS（OP絵コンテ・演出）

### 劇場アニメ
1986年
- 県立地球防衛軍（作画監督）

1995年
- マクロス7 銀河がオレを呼んでいる!（演出）

1996年
- クレヨンしんちゃん ヘンダーランドの大冒険（原画）※しもだまさみ名義

2006年
- 劇場版 遙かなる時空の中で 舞一夜（絵コンテ）

2016年
- ゼーガペインADP（監督・構成）

2022年
- すずめの戸締まり（演出）

2023年
- プリンセス・プリンシパル Crown Handler 第3章（演出）

### OVA
1990年
- 三振奪取王 野茂英雄のすべて（キャラクターデザイン）

1993年
- 今日から俺は!!（原画）

1994
- プラスチックリトル（原画）

1996年
- お嬢様捜査網（演出）
- それゆけ!宇宙戦艦ヤマモト・ヨーコ（演出）

1997年
- またまたセイバーマリオネットJ（監督）

2000年
- 天使禁猟区（演出）

2007年
- 銀河鉄道物語 〜忘れられた時の惑星〜（絵コンテ）

2009年
- AIKa ZERO（絵コンテ・演出）

### 舞台
2002年
- 夢ときどき、晴れ。（東京桜組）（演出）
- 想い出色の輪舞（東京桜組）（演出）

2003年
- FREEBIRD〜ジュークボックスの追憶（演劇企画K-GUN）（演出）

2004年
- 愛故にら・るる（おしばい軍団もずくぁんず）（演出）

2005年
- 白のカノン（おしばい軍団もずくぁんず）（演出）

2009年
- 天使は瞳をとじて（おしばい軍団もずくぁんず）（演出）

### その他
2013年
- 花澤香菜 4thシングル Silent Snow PV アニメーションパート（絵コンテ・演出）